# Lamborghini Huracán
Lamborghini Huracán (код кузова — LB724) — спортивный автомобиль производства итальянской компании Lamborghini, который заменил Lamborghini Gallardo. Дебютировал на Женевском автосалоне в марте 2014 года.

## История названия
Huracán звали бога ветра древних майя, такое же имя носил боевой бык, выступавший на корридах в конце 19 века. Как и в случае с Pagani Huayra (Huayra — ещё одно ветреное божество из Южной Америки), Huracán произносится с пропуском первой буквы (то есть Уракан). Полное официальное название — Lamborghini Huracan LP 610-4. Последние четыре цифры традиционно обозначают мощность в лошадиных силах и количество ведущих колес.

## Технические характеристики
Lamborghini Huracán LP 610-4 оборудован 5,2-литровым 10-цилиндровым бензиновым атмосферным двигателем мощностью 610 л. с. (450 кВт) при 8250 оборотах и 560 Нм крутящего момента при 6500 оборотах. Сухой вес модели составляет 1422 кг и соотношение массы к мощности равно 2,33 кг/л. с. Место прежней КПП Graziano теперь занимает семиступенчатая преселективная коробка LDF с двойным сцеплением. Разгон до 100 км/ч происходит за 3,2 сек. Максимальная скорость составляет 330 км/ч.

## Модификации

### Huracan RWD
В 2015 году на автосалоне в Лос-Анджелесе была представлена новая более доступная модель Huracán RWD (LP 580-2). Главным её отличием является появление заднеприводной компоновки и как следствие уменьшение цены и веса (с 1422 кг до 1389 кг). Также небольшим внешним изменениям подверглись передний бампер и задний диффузор. Мощность двигателя была намеренно снижена с 610 л. с. до 580 л. с.

### Huracán Performante
В 2017 году на Женевском автосалоне была представлена ориентированная на трек лимитированная версия Huracán Performante (LP 640-4). Мощность атмосферного V10 довели до 640 л.с, а также была изменена аэродинамика в сторону большей прижимной силы. Автомобиль получил многие элементы экстерьера и интерьера, выполненные из углеволокна. Цена возросла до 233 000€.

### Huracán EVO
Автомобиль был представлен в 2019 году. Характеристики двигателя идентичны версии Performante. Автомобиль получил более простую аэродинамику и более мягкую, ориентированную скорее на повседневную езду подвеску. Вышел большим тиражом, чем Perfomante. Цена снизилась до 190 000€.

### Huracán EVO RWD
Версия EVO с задним приводом.
Лучший автомобиль 2023 года в классе "Купе Люкс". Россия

### Huracan STO
Новая, представленная в 2020 году ориентированная на трек версия. В отличие от Performante, имеет фиксированную, а не активную аэродинамику и задний привод. Производительность двигателя почти не изменилась — 640 л.с, 565Hm (640 л.с, 560Нм у Performante).

### Huracan Tecnica
Модификация представлена в 2022 году.
Мотор аналогичен версии STO (640 л.с. и 565 Нм крутящего момента). Привод задний, но есть полноуправляемое шасси, как на версии STO и EVO.
Модификация на 10 кг легче версии STO, длиннее на 6 см, чем версия EVO.

## Технологии
Lamborghini Huracán является первым в мире серийным автомобилем, использующим систему инерциальной навигации (LPI — Lamborghini Piattaforma Inerziale). Использование гироскопических датчиков и акселерометров позволяет осуществлять более точные измерения перемещения автомобиля, тем самым значительно увеличивается качество его управляемости.